# Мартвили
Мартвили (на грузински: მარტვილი) е град в Грузия, разположен в низината Колхида, регион Самегрело-Горна Сванетия, в историческата област Мегрелия. Градът е административен център на едноименната община, най-източната административна единица в Мегрелски район. Населението му през 2014 г. наброява 4425 жители. От 1939 до 1989 година носи името Гегечкори. Получава статута на град през 1982 година.

## География
Мартвили е разположен между левия бряг на река Абаша и сравнително малка верига от хълмове, на 196 метра надморска височина. Градът има издължена, продълговата форма с дължина около 5 km.

## Градска среда
Главната забележителност на града е древният манастир, който, в официалните исторически източници, е известен като Чкондиди. Разположен е на хълм в южната част на града, на около километър от центъра и е градообразуващ за Мартвили. През 7 век манастирът вече е съществувал. През 735 – 737 година е завзет от арабския пълководец Мурван Глухи и превърнат в конюшни. Възстановен е през 10 век и е към него създадено Чкондидското епископство. Манастирът се превръща в просветен център, където работят много видни учени, писатели и преводачи. Събира се и голяма библиотека. Централната сграда на манастира е куполният храм „Успение Богородично“, строен през 7 век, възстановен през 10 век, със стенописи от 16 – 17 век. Запазени са още малката куполна църква от 12 век на фамилията на Мцире Чиквани, висока 20 m кула, килии от 11 – 12 век, камбанария от 19 век и други постройки.
Краеведческият музей „Гиви Елиава“ в града е основан през 1957 година. Разполага с голяма колекция от предмети от епохите на неолита, енеолита и Античността – бронзови оръжия и оръдия на труда, глинени съдове, ритуални камъни, ръкописи от епохата на феодализма. Изложена е нумизматична колекция, в която участват и сребърни колхидски монети. В отделна зала е експонирана етнографска колекция.

## Икономика
В Мартвили е развита главно хранително-вкусовата промишленост. Работи и оптико-механичен експериментален завод.

## Крайградски забележителности
Всички интересни обекти са съсредоточени в северната част на района, в подножието на хълмовете.
- Мартвилският събор, важен исторически и архитектурен паметник, в който за известен период от време се е намирала гробницата на мегрелските князе Дадиани.[1]
- Планинският каньон Мартвили се намира на 8 km от града. Не е много дълбок, но е изключително живописен. Дължината му е 2400 m, а дълбочината варира от 20 до 40 m.[5] При скорошни изследвания в него са намерени останки от динозавър. В района наоколо са изградени 8 православни храма, което показва забележителна плътност от архитектурни и исторически паметници на единица територия.[1] В каньона се намира каскадният Мартвилски водопад с обща височина 12 m.[5]
- Както навсякъде из Грузия, така и около града има големи гроздови масиви от винените сортове „Цоликаури“ и „Изабела“.[1]

- center
- Типична къща в Мартвили
- Училището „Квемо Нагвазао“
- Беседка в училището
- Църква

- Манастирът
- Манастирът
- Съборът
- Малката църква
- Кулата
- Съборът – интериор
- Икона в манастира